# Березовка (Людиновський район)
Березовка (рос. Березовка) — присілок в Людиновському районі Калузької області Російської Федерації.
Населення становить 40 осіб. Входить до складу муніципального утворення Село Зарєчний.

## Історія
Від 2004 року входить до складу муніципального утворення Село Зарєчний.

## Населення
1. Н/Д[2]